# Дётлинген
Дётлинген (нем. Dötlingen) — община в Германии, в земле Нижняя Саксония.
Входит в состав района Ольденбург. Население составляет 6130 человек (на 31 декабря 2010 года). Занимает площадь 101,84 км².
| Год  | Население |
| ---- | --------- |
| 1990 | 4612      |
| 1995 | 5109      |
| 2000 | 5830      |
| 2005 | 6029      |
| 2010 | 6103      |